# Bellanaleck
Bellanaleck är en ort i Storbritannien.   Den ligger i riksdelen Nordirland, i den västra delen av landet, 600 km nordväst om huvudstaden London. Bellanaleck ligger 48 meter över havet och antalet invånare är 213.
Terrängen runt Bellanaleck är huvudsakligen platt, men åt sydväst är den kuperad. Runt Bellanaleck är det ganska glesbefolkat, med 25 invånare per kvadratkilometer. Närmaste större samhälle är Enniskillen, 7,0 km norr om Bellanaleck. Trakten runt Bellanaleck består i huvudsak av gräsmarker.